# ایست اند (آرکانزاس)
ایست اند (به انگلیسی: East End) یک منطقهٔ مسکونی در ایالات متحده آمریکا است که در شهرستان سالین، آرکانزاس واقع شده‌است. ایست اند ۵۲٫۵۱ کیلومتر مربع مساحت و ۹۳۱ نفر جمعیت دارد و ۱۰۷ متر بالاتر از سطح دریا واقع شده‌است.